# Sterculia rigidifolia
Sterculia rigidifolia är en malvaväxtart som beskrevs av Adolpho Ducke. Sterculia rigidifolia ingår i släktet Sterculia och familjen malvaväxter. Inga underarter finns listade i Catalogue of Life.